# Auckland Pirates
Gli Auckland Pirates sono stati una società cestistica avente sede ad Auckland, in Nuova Zelanda. Fondati nel 1982 come Auckland Rebels, cambiarono nome nel 2001 in Auckland Blockbuster, per assumere l'anno successivo, e fino al 2009 il nome di Auckland Stars. Nel 2010, a causa di problemi finanziari, non parteciparono al campionato, per ritornare nel 2011 con la denominazione attuale.
Giocavano nella National Basketball League.
Disputavano le partite interne nell'ASB Stadium.

## Palmarès
- National Basketball League: 10

1982, 1983, 1995, 1996, 1997, 1999, 2000, 2004, 2005, 2012